# Marie Antoinette Cailleau
Pour les articles homonymes, voir Cailleau.
 (juin 2021).
Si vous disposez d'ouvrages ou d'articles de référence ou si vous connaissez des sites web de qualité traitant du thème abordé ici, merci de compléter l'article en donnant les références utiles à sa vérifiabilité et en les liant à la section « Notes et références ».
Marie Antoinette Cailleau, dite veuve Duchesne (Paris, après 1713 - 25 mai 1793), est une éditrice française.

## Biographie
Marie Antoinette Cailleau vient d'une famille de libraires : son père, André Cailleau, son grand-père maternel, Charles Huguier, et son frère, André-Charles Cailleau, sont tous libraires. Le 28 avril 1747, elle épouse Nicolas-Bonaventure Duchesne, qui reprend la boutique de ses beaux-parents et privilégie la publication de théâtre et de littérature. À la mort de Duchesne, le 4 juillet 1765, sa veuve prend sa succession, gérant la librairie au Temple du goût, rue Saint-Jacques, pendant près de trente ans. Elle travaille en association avec son fils Jean Nicolas (1757-1845) à partir de 1787.
Après sa mort, Jean-Nicolas Barba rachète son fonds.